# Open GDF SUEZ 42 2014
L'Open GDF SUEZ 42 2014 è stato un torneo di tennis facente parte della categoria ITF Women's Circuit nell'ambito dell'ITF Women's Circuit 2014. Il torneo si è giocato a Andrézieux-Bouthéon in Francia dal 20 al 26 gennaio 2014 su campi in cemento indoor e aveva un montepremi di $25,000.

## Vincitrici

### Singolare
Timea Bacsinszky ha battuto in finale  Ysaline Bonaventure con il punteggio di 6–1, 6–1

### Doppio
Julija Bejhel'zymer /  Kateryna Kozlova hanno battuto in finale  Timea Bacsinszky /  Kristina Barrois con il punteggio di 6–3, 3–6, [10–8]